# Överkalix-Naishedens flygfält
Överkalix-Naishedens flygfält (IATA: -, ICAO: ESNE) är en privatflygplats och tidigare militär flygbas, cirka 30 km nordväst om Överkalix i Norrbottens län.

## Historik
Flygfältet byggdes mellan 1942 och 1943, och blev då en krigsflygbas till Norrbottens flygbaskår (F 21).  Under 1980-talet utgick flygbasen ur Flygvapnets organisation, och fältet och naturen återställdes. Kvar blev en mindre landningsbana med hangar och klubbhus.